# Seven Arts Productions
Seven Arts Productions foi fundada em 1957 por Ray Stark e Eliot Hyman, em 1967 adquiriu a Warner Bros, tornando-se Warner Bros.-Seven Arts.